# Sodíkový amalgám
Sodíkový amalgám, zkráceně Na(Hg), je slitina rtuti a sodíku. Sodíkové amalgámy se používají jako silná redukční činidla, která se skladují snadněji než samotný sodík, jsou méně nebezpečné s ohledem na reakce s vodou, často se dokonce uchovávají v podobě vodných suspenzí.
Sodíkový amalgám byl poprvé použit jako redukční činidlo v roce 1862; jeho syntetické využití nalezl J. Alfred Wanklyn roku 1866.

## Struktura a složení
Sodíkový amalgám nelze popsat jediným vzorcem; jsou například popsány sloučeniny Na5Hg8 a Na3Hg. Vzdálenosti Hg-Hg v sodíkových amalgámech se pohybují okolo 5 Å oproti přibližně 3 Å u čisté rtuti. Amalgámy se obvykle označují podle hmotnostních procent sodíku. Amalgámy obsahující 2 % Na jsou za pokojové teploty pevné látky, zředěnější mohou být kapalné.

## Příprava
Rozpouštění sodíku ve rtuti je exotermní (uvolňuje teplo), tvorba sodného amalgámu je doprovázena jiskrami a tak je nebezpečná. V průběhu procesu dochází k místnímu zahřívání rtuti k varu a příprava se tak obvykle provádí v digestoři a za nepřístupu vzduchu, například pod vrstvou kapalného parafínu. Sodíkový amalgám lze získat jak přimícháváním sodíku do rtuti, tak i přidáváním rtuti k sodíku. Sodné amalgámy jsou komerčně dostupné.

## Použití

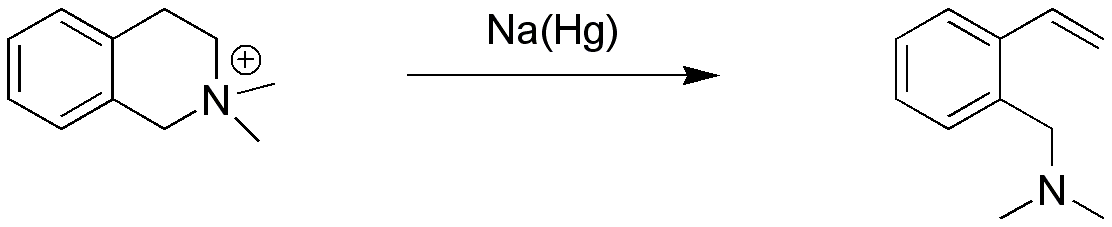
Emdeova degradace čili redoxní reakce přeměňující kvartérní amoniové sloučeniny na terciární aminy pomocí amalgámu sodíku.

Sodné amalgámy se používají v organické chemii jako silná redukční činidla, bezpečnější než čistý sodík. Využití nacházejí například v Emdeových degradacích a při redukcích aromatických ketonů.

## Elektrolýza pomocí rtuťových článků
Sodíkový amalgám je vedlejším produktem výroby chloru elektrolýzou pomocí rtuťových článků. Koncentrovaný roztok chloridu sodného je zde elektrolyzován za použití katody z kapalné rtuti a titanové, případně grafitové anody. Na anodě vzniká chlor a sodík uvolňující se na katodě se rozpouští ve rtuti, což vytváří amalgám. Tento amalgám se obvykle odstraňuje a následně se rozkládá ve vodě za vzniku vodíku, hydroxidu sodného a rtuti, která se vrací do procesu. Obnoví se přitom téměř všechna rtuť a jen malá část se ztrácí. Vzhledem k nebezpečí úniku rtuti do životního prostředí byl tento postup nahrazen jinými, využívajícími méně toxické katody.